# Chase XC-123A
Bản mẫu:Infobox Aircraft Career
Chase XC-123A là một máy bay vận tải thử nghiệm được Chase Aircraft phát triển.

## Tính năng kỹ chiến thuật (XC-123A)

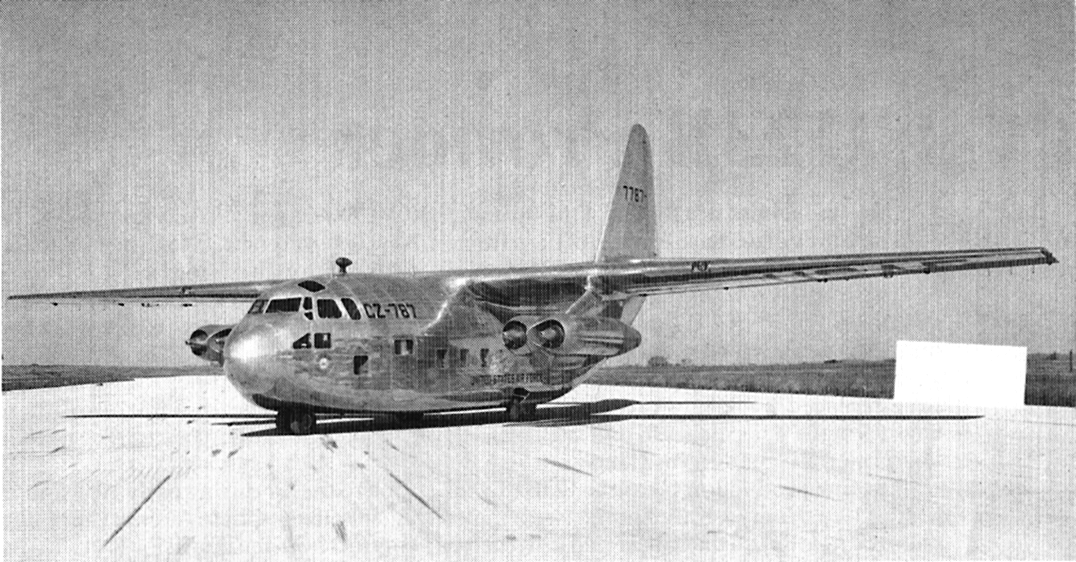
XC-123A

Dữ liệu lấy từ Gunston and Adcock
Đặc tính tổng quát
- Kíp lái: 3
- Chiều dài: 77 ft 1 in (23,50 m)
- Sải cánh: 110 ft 0 in (33,53 m)
- Chiều cao: 33 ft 10 in (10,31 m)
- Diện tích cánh: 1.222,78 foot vuông (113,600 m2)
- Kết cấu dạng cánh: NACA 23017[3]
- Trọng lượng rỗng: 25.000 lb (11.340 kg)
- Trọng lượng cất cánh tối đa: 60.000 lb (27.216 kg)
- Động cơ: 4 × General Electric J47-GE-11 kiểu turbojet, 5.200 lbf (23 kN) thrust mỗi chiếc

Hiệu suất bay
- Vận tốc cực đại: 500 mph (805 km/h; 434 kn)
- Vận tốc hành trình: 400 mph (348 kn; 644 km/h)